# Liste der Monuments historiques in Saujon
Die Liste der Monuments historiques in Saujon führt die Monuments historiques in der französischen Gemeinde Saujon auf.

## Liste der Objekte
Zum Verständnis siehe: Kirchenausstattung
| Bezeichnung                              | Beschreibung | Standort                                                              | Kennzeichnung | Schutzstatus | Datum | Bild |
| ---------------------------------------- | --- | --------------------------------------------------------------------- | ------------- | ------------ | ----- | ---- |
| Altar                                    | Holz, farbig gefasst, 18. Jahrhundert                                                                            | in der Kirche St-Jean-Baptiste, in der südlichen Seitenkapelle (Lage) | PM17001277    | Inscrit      | 1981  |      |
| Marienaltar                              | Altar und Retabel; Holz, stuckiert, farbig gefasst und vergoldet, 19. Jahrhundert                                | in der Kirche St-Jean-Baptiste, in der Marienkapelle (Lage)           | PM17001278    | Inscrit      | 1981  |      |
| Kruzifix                                 | Holz, stuckiert und farbig gefasst, 19. Jahrhundert                                                              | in der Kirche St-Jean-Baptiste (Lage)                                 | PM17001279    | Inscrit      | 1981  |      |
| Glocke                                   | Bronze, 1632 gegossen                                                                                            | in der Kirche St-Jean-Baptiste (Lage)                                 | PM17000521    | Classé       | 1942  |      |
| Hochaltar (1)                            | Altartisch und Tabernakel des Hochaltars; Holz, farbig gefasst und vergoldet, Ende des 19. Jahrhunderts          | in der Kirche St-Jean-Baptiste (Lage)                                 | PM17000723    | Classé       | 1982  |      |
| Hochaltar (2)                            | Retabel und Baldachin des Hochaltars; Holz, stuckiert, farbig gefasst und vergoldet, Anfang des 19. Jahrhunderts | in der Kirche St-Jean-Baptiste (Lage)                                 | PM17000522    | Classé       | 1982  |      |
| Kapitelle                                | vier Kapitelle mit Skulpturen; Stein, 12. Jahrhundert                                                            | in der Kirche St-Jean-Baptiste (Lage)                                 | PM17000520    | Classé       | 1913  |      |
| Chorgestühl                              | Holz, 19. Jahrhundert                                                                                            | in der Kirche St-Jean-Baptiste (Lage)                                 | PM17001276    | Inscrit      | 1981  |      |
| Gemälde Selbstporträt von Gaston Balande | 1913, von Gaston Balande                                                                                         | in der Mairie (Lage)                                                  | PM17001834    | Inscrit      | 1997  |      |